# Franck Engonga
Franck Engonga (sinh ngày 26 tháng 7 năm 1993) là một cầu thủ bóng đá người Gabon hiện tại thi đấu cho Tala'ea El Gaish và Đội tuyển bóng đá quốc gia Gabon. Anh từng thi đấu tại Thế vận hội Mùa hè 2012.

## Sự nghiệp

### Boca Juniors
Engonga ký hợp đồng với the gã khổng lồ Argentina Boca Juniors vào tháng 10 năm 2012.

### Câu lạc bộ Africain
Vào tháng 8 năm 2013, có thông báo rằng Engonga has ký hợp đồng 3 năm đội bóng Tunisia Club Africain, nhưng anh trở lại CF Mounana.